# Pisenor selindanus
Pisenor selindanus is een spinnensoort uit de familie Barychelidae. De soort komt voor in Zimbabwe.